# Cimenterie de Lukala
La Cimenterie de Lukala appélée Cilu créée en 1921 dans la province du Kongo-Central, est une industrie de production de ciment en république démocratique du Congo.

## Historique de la société
L'entreprise Cilu est créée en 1921 jusqu'à ce jour, 100 ans d'existence, cette cimenterie est comptée parmi les grandes industries congolaises. La cimenterie de Lukala est une société anomyme et son siège est à Kinshasa,  immatriculée au registre du commerce et de crédit mobilier de Kinshasa sous le numéro CD/KIN/RCCM/14-B-4376 et l'identification nationale sous le numéro A01035A dans la commune de Gombe.

## Direction de l'entreprise

### Liste des membres de la direction
- Directeur général : Andreas Bischofberger
- Directeur chargé des approvisionnements : Alain Tabuku Senge
- Directeur Commercial et Marketing : Ali Mufuta (07/2020 à date)